# Kochankowie z Werony
Kochankowie z Werony (fr. Les amants de Vérone) – film André Cayatte'a nakręcony w 1948 roku. 
Film stanowi kolejną realizację mitu Romea i Julii – bohaterami obrazu są Giorgia i Angelo, aktorzy, grający w Wenecji zakochanych z dramatu Shakespeare'a. Ich miłość napotyka jednak na przeszkodę – rodzina Giorgii oddaje ją niejakiemu Raffaelowi, który pomaga ojcu dziewczyny, byłemu faszystowskiemu prokuratorowi, uciec przed sprawiedliwością. 
Kochankowie z Werony nawiązują do włoskiego neorealizmu i francuskiego kina lat 30. Film był bardzo popularny.